# Evropská cyklistická federace
Evropská cyklistická federace (anglicky European Cyclists' Federation) je nezisková organizace, která se věnuje propagaci a podpoře cyklistiky. Založena byla v roce 1983 a sídlí v belgickém hlavním městě Bruselu. Slouží jako zastřešující organizace, která má více než 70 členů ze 40 různých zemí.
ECF propaguje cyklistiku jako udržitelný a zdravý způsob dopravy a odpočinku. Provádí také analýzy, vydává veřejná ustanovení věnující se cyklistickým tématům a vede mnoho mezinárodních projektů.
Na rozdíl od Mezinárodní cyklistické unie se nevěnuje cyklistice jako sportu.

## Projekty

### EuroVelo
ECF se věnuje organizaci sítě sedmnácti evropských cyklotras EuroVelo, které procházejí skrze celou Evropu. Pravidelně také k těmto trasám vydávají cyklomapy. Celkově by měla tato síť mít 92 820 km, ze kterých je k roku 2023 v provozu 60 785 km.

### Velo-city
Velo-city je každoroční konference, která se věnuje nesportovní cyklistice. Každý ročník se pořádá v jiném městě, a to nejen v Evropě, a probíhá několik dní. Účastní se ho desítky přednášejících, kteří jsou organizováni do tematických bloků.

### Votebike.eu
U příležitosti voleb do Evropského parlamentu v roce 2024 vydala ECF manifest ohledně podpory cyklistiky, který mohli podepsat jednotliví kandidáti. Manifest požaduje například podporu výstavby kvalitní cyklistické infrastruktury, na což by měly být použity evropské fondy, nebo další podporu cyklotras EuroVelo. Celkově ho podepsalo 225 kandidátů do evropského parlamentu.